# 15817 Lucianotesi
15817 Lucianotesi (1994 QC) là một tiểu hành tinh Amor được phát hiện ngày 28 tháng 8 năm 1994 bởi A. Boattini và M. Tombelli ở San Marcello Pistoiese.